# Entedon armigerae
Entedon armigerae är en stekelart som beskrevs av Graham 1971. Entedon armigerae ingår i släktet Entedon och familjen finglanssteklar.
Artens utbredningsområde är:
- Sverige.
- Kroatien.

Arten är reproducerande i Sverige. Inga underarter finns listade i Catalogue of Life.